# Rhynchina antistropha
Rhynchina antistropha är en fjärilsart som beskrevs av Richard P. Vari 1962. Rhynchina antistropha ingår i släktet Rhynchina och familjen nattflyn. Inga underarter finns listade.